# 雪兒·洛薇
雪兒·洛薇（英語：Cher Lloyd，1993年7月28日—），英國女歌手，曾在《英國版X音素(第7季)》中獲得第四名。她以出眾的形象和唱功吸引了眾多觀眾的喜愛和支持，尤其是她的說唱及創作功力，更是讓人讚嘆。其海選時的精彩表演更是在YouTube上獲得了驚人的下載量，使雪兒名聲大噪。雪兒由西蒙·考威爾簽下，並加入索尼音樂的子公司Syco Music。
她的首張專輯《Sticks and Stones》2011年11月7日發行。第二張專輯《Sorry I'm Late》於2014年5月23日正式發行。

## 音樂專輯
Sticks and Stones（2011）
Sorry I'm Late（2014）

## 外部連結
- Official Website （页面存档备份，存于）
- Facebook （页面存档备份，存于）
- Instagram （页面存档备份，存于）
- Youtube （页面存档备份，存于）
- iTunes （页面存档备份，存于）
- Twitter （页面存档备份，存于）
- IE:MUSIC （页面存档备份，存于）
- Official website
- Cher Lloyd在MusicBrainz上的頁面（英文）